# Sirius B (album)
Albums de Therion
Lemuria
(2004) Atlantis Lucid Dreaming
(2005)
Sirius B est le douzième album du groupe suédois de death metal symphonique Therion, publié le 24 mai 2004 par Nuclear Blast.

## Liste des chansons
Toute la musique est composée par Christofer Johnsson.
| No  | Titre                                | Durée |
| --- | ------------------------------------ | ----- |
| 1.  | The Blood of Kingu                   | 5:45  |
| 2.  | Son of the Sun                       | 5:35  |
| 3.  | The Khlysti Evangelist               | 5:38  |
| 4.  | Dark Venus Persephone                | 4:02  |
| 5.  | Kali Yuga, Pt. 1                     | 3:27  |
| 6.  | Kali Yuga, Pt. 2                     | 5:48  |
| 7.  | The Wondrous World of Punt           | 7:19  |
| 8.  | Melek Taus                           | 5:31  |
| 9.  | Call of Dagon                        | 4:14  |
| 10. | Sirius B                             | 3:43  |
| 11. | Voyage of Gurdjieff (The Fourth Way) | 5:56  |